# Yasmani Duk
Yasmani Georges Duk Arandia (Santa Cruz de la Sierra, 1º marzo 1988) è un calciatore boliviano, attaccante dell'Oriente Petrolero.

## Carriera

### Nazionale
Viene convocato per la Copa América Centenario negli Stati Uniti.

## Statistiche

### Cronologia presenze e reti in nazionale
| Cronologia completa delle presenze e delle reti in nazionale ― Bolivia | Cronologia completa delle presenze e delle reti in nazionale ― Bolivia | Cronologia completa delle presenze e delle reti in nazionale ― Bolivia | Cronologia completa delle presenze e delle reti in nazionale ― Bolivia | Cronologia completa delle presenze e delle reti in nazionale ― Bolivia | Cronologia completa delle presenze e delle reti in nazionale ― Bolivia | Cronologia completa delle presenze e delle reti in nazionale ― Bolivia | Cronologia completa delle presenze e delle reti in nazionale ― Bolivia |
| Data                                                                   | Città                                                                  | In casa                                                                | Risultato                                                              | Ospiti                                                                 | Competizione                                                           | Reti                                                                   | Note                                                                   |
| ---------------------------------------------------------------------- | ---------------------------------------------------------------------- | ---------------------------------------------------------------------- | ---------------------------------------------------------------------- | ---------------------------------------------------------------------- | ---------------------------------------------------------------------- | ---------------------------------------------------------------------- | ---------------------------------------------------------------------- |
| 8-10-2015                                                              | La Paz                                                                 | Bolivia                                                                | 0 – 2                                                                  | Uruguay                                                                | Qual. Mondiali 2018                                                    | -                                                                      |                                                                        |
| 13-10-2015                                                             | Quito                                                                  | Ecuador                                                                | 2 – 0                                                                  | Bolivia                                                                | Qual. Mondiali 2018                                                    | -                                                                      | 84’                                                                    |
| 12-11-2015                                                             | La Paz                                                                 | Bolivia                                                                | 4 – 2                                                                  | Venezuela                                                              | Qual. Mondiali 2018                                                    | -                                                                      | 78’                                                                    |
| 18-11-2015                                                             | Asunción                                                               | Paraguay                                                               | 2 – 1                                                                  | Bolivia                                                                | Qual. Mondiali 2018                                                    | 1                                                                      | 46’ 81’                                                                |
| 24-3-2016                                                              | La Paz                                                                 | Bolivia                                                                | 2 – 3                                                                  | Colombia                                                               | Qual. Mondiali 2018                                                    | -                                                                      | 46’                                                                    |
| 30-3-2016                                                              | Córdoba                                                                | Argentina                                                              | 2 – 0                                                                  | Bolivia                                                                | Qual. Mondiali 2018                                                    | -                                                                      | 71’                                                                    |
| 29-5-2016                                                              | Kansas City                                                            | Stati Uniti                                                            | 4 – 0                                                                  | Bolivia                                                                | Amichevole                                                             | -                                                                      | 75’                                                                    |
| 7-6-2016                                                               | Orlando                                                                | Panama                                                                 | 2 – 1                                                                  | Bolivia                                                                | Coppa America Centenario - 1º turno                                    | -                                                                      | 87’                                                                    |
| 10-6-2016                                                              | Foxborough                                                             | Cile                                                                   | 2 – 1                                                                  | Bolivia                                                                | Coppa America Centenario - 1º turno                                    | -                                                                      | 82’                                                                    |
| 14-6-2016                                                              | Seattle                                                                | Argentina                                                              | 3 – 0                                                                  | Bolivia                                                                | Coppa America Centenario - 1º turno                                    | -                                                                      | 24’                                                                    |
| 7-9-2016                                                               | Santiago del Cile                                                      | Cile                                                                   | 3 – 0                                                                  | Bolivia                                                                | Qual. Mondiali 2018                                                    | -                                                                      |                                                                        |
| 7-10-2016                                                              | Natal                                                                  | Brasile                                                                | 5 – 0                                                                  | Bolivia                                                                | Qual. Mondiali 2018                                                    | -                                                                      | 78’                                                                    |
| 11-10-2016                                                             | La Paz                                                                 | Bolivia                                                                | 2 – 2                                                                  | Ecuador                                                                | Qual. Mondiali 2018                                                    | -                                                                      | 62’                                                                    |
| 10-11-2016                                                             | Maturín                                                                | Venezuela                                                              | 5 – 0                                                                  | Bolivia                                                                | Qual. Mondiali 2018                                                    | -                                                                      | 46’                                                                    |
| 15-11-2016                                                             | La Paz                                                                 | Bolivia                                                                | 1 – 0                                                                  | Paraguay                                                               | Qual. Mondiali 2018                                                    | -                                                                      | 66’                                                                    |
| Totale                                                                 |                                                                        | Presenze                                                               | 15                                                                     |                                                                        | Reti                                                                   | 1                                                                      |                                                                        |